# Pseudemathis trifida
Pseudemathis trifida är en spindelart som beskrevs av Simon 1902. Pseudemathis trifida ingår i släktet Pseudemathis och familjen hoppspindlar. Inga underarter finns listade i Catalogue of Life.